# Büchsenschinken

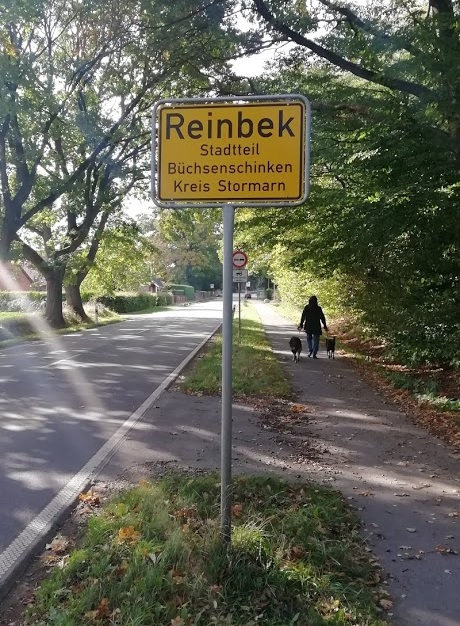
Ortshinweistafel von Büchsenschinken

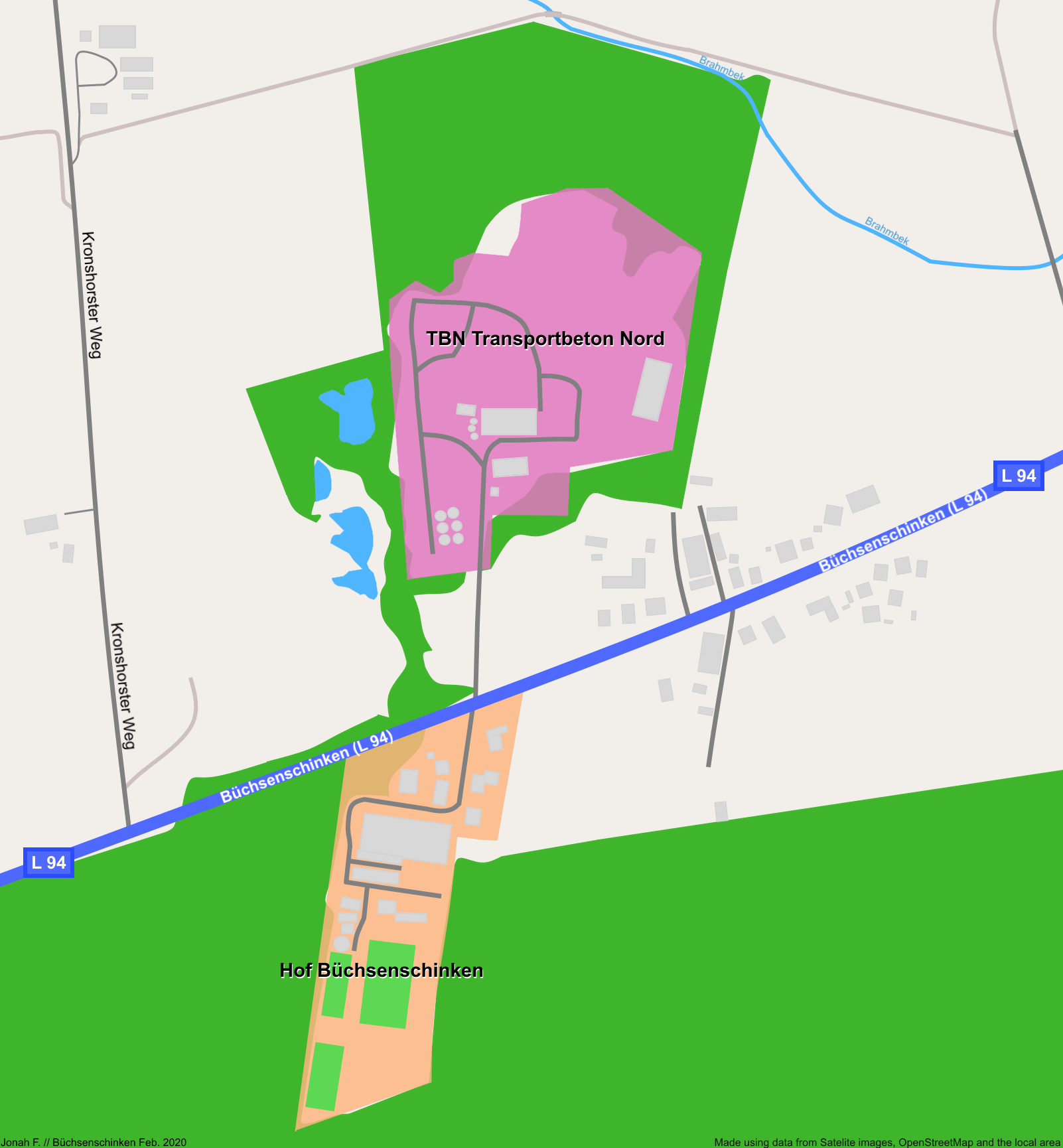
Karte von Büchsenschinken

Büchsenschinken ist ein Stadtteil von Reinbek im Bundesland Schleswig-Holstein.
Er entstand 1825 als kleine Ansiedlung am Verbindungsweg zwischen Hamburg und Mölln. Johann Daniel Witten aus Ohe erhielt damals vom alten landesherrlichen Amt Reinbek die Erlaubnis, dort eine Kate zu erbauen, die heute nicht mehr existiert. Die Ansiedlung war nie selbständige Gemeinde, sondern gehörte zu Ohe und mit diesem seit 1897 zum neuen Amtsbezirk Ohe. Um 1900 eröffnete ein Nachfahre Wittens dort einen Gasthof.
1974 kam Büchsenschinken mit Ohe zu Reinbek.